# 拉波斯塔 (科羅拉多州)
拉波斯塔（英語：La Posta）是位於美國科羅拉多州拉普拉塔縣的一個非建制地區。該地的面積和人口皆未知。

## 地理
拉波斯塔的座標為37°07′31″N 107°53′42″W / 37.12528°N 107.89500°W，而該地的平均海拔高度為1841米（即6040英尺）。